# Viola (ópera)

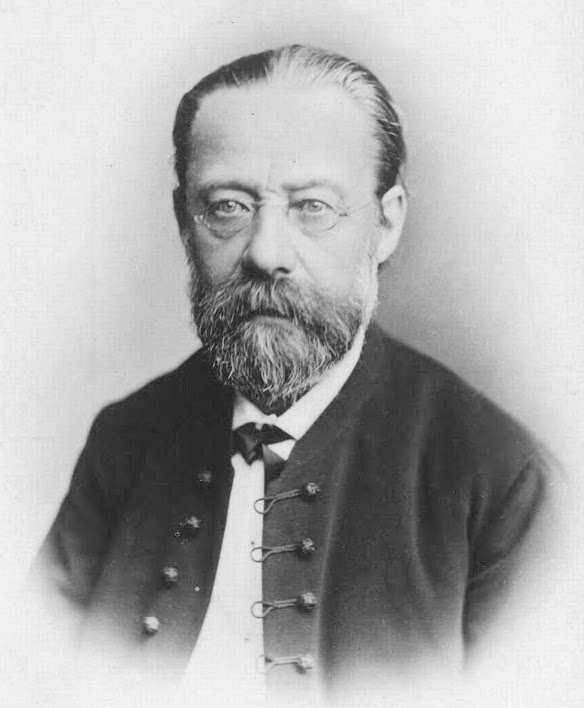
Bedřich Smetana.

Viola es una ópera romántica inacabada compuesta por el checo Bedřich Smetana. El libreto fue escrito por Eliška Krásnohorská y se basa en la obra Noche de reyes de Shakespeare. El compositor realizó parte del trabajo en 1874 y lo retomó más tarde en 1883, cuando solo pudo orquestar unas pocas escenas debido a su precario estado de salud y la ópera quedó incompleta tras la muerte de Smetana en 1884.

## Historia de las interpretaciones
Una interpretación de la obra inacabada tuvo lugar el 15 de marzo de 1900 y fue escenificada en el Teatro Nacional de Praga el 11 de mayo de 1924.

## Roles
| Rol                                | Tipo de voz   | Plantilla del estreno, 15 de marzo de 1900 (Director:-) |
| ---------------------------------- | ------------- | ------------------------------------------------------- |
| Orsino, Duque de Illyria           | tenor         |                                                         |
| Viola, hermana gemela de Sebastian | mezzo-soprano |                                                         |
| Sebastian, Viola                   | soprano       |                                                         |
| Olivie                             | mezzo-soprano |                                                         |
| Tobiáš                             | barítono      |                                                         |
| Ondřej                             | tenor         |                                                         |
| Malvolio                           | barítono      |                                                         |
| Marie                              | soprano       |                                                         |
| Šašek                              | barítono      |                                                         |
| Antonio, un capitán                | bajo          |                                                         |
| Marko, un viejo pescador           | bajo          |                                                         |

## Discografía
- 1982, Zdeněk Košler (director), Coro y Orquesta del Teatro Nacional de Praga; Jiří Pokorný (piano), Marie Veselá, Drahomíra Drobková, Dalibor Jedlička, Jaroslav Horáček, Miroslav Švejda, Karel Hanuš.